# Zabukovac
Zabukovac – wieś w Chorwacji, w żupanii primorsko-gorskiej, w mieście Novi Vinodolski. W 2011 roku pozostawała niezamieszkana.